# Żagnica sina
Żagnica sina, żagnica okazała, żagnica błękitna (Aeshna cyanea) – gatunek ważki z rodziny żagnicowatych (Aeshnidae). Występuje w Europie (z wyjątkiem kilku obszarów Europy Północnej), w północnej Afryce, na Bliskim Wschodzie i w zachodniej Azji, aż po Syberię. Przebywa wśród gęstej roślinności w pobliżu małych zbiorników wody stojącej, nierzadko przy oczkach wodnych. Dorosłe osobniki mogą pokonywać długie dystanse. Polując na owady mogą znacznie oddalić się od wody.
Występuje w całej Polsce, również w górach, gdzie stwierdzony był do wysokości 1226 m n.p.m.
Żagnica sina ma długie smukłe ciało o długości do 70 mm, z czterema dużymi skrzydłami o rozpiętości 95–110 mm, dwoje dużych, złożonych oczu i krótkie czułki. Na czarnym tułowiu dwa szerokie paski na segmentach brzusznych, u samców niebieskie, u samic zielone. W Polsce imagines pojawiają się od połowy czerwca do początku listopada. Larwy znoszą krótkotrwałe susze zakopując się w wilgotnych warstwach dna lub w zalegających je warstwach liści.

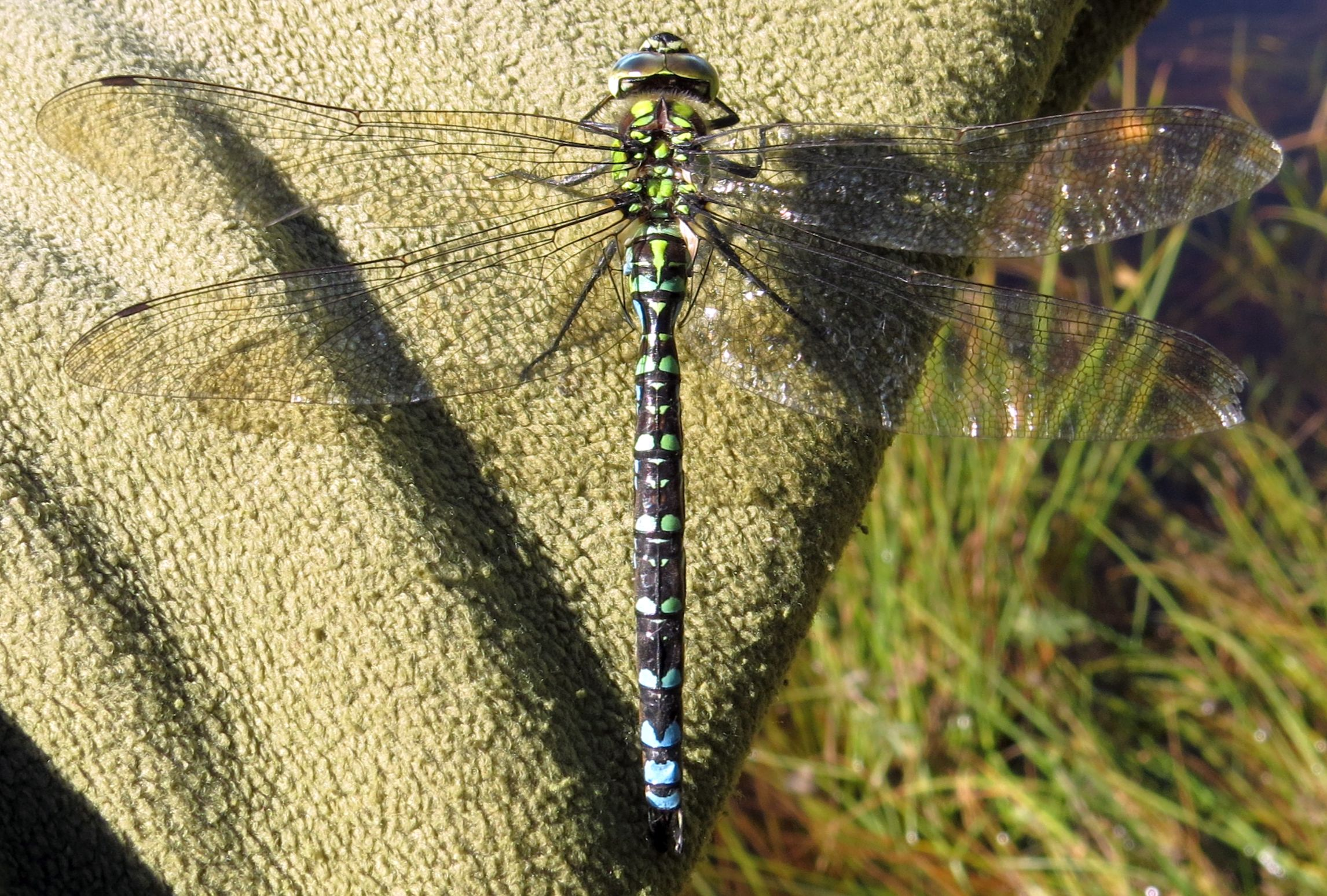
Samiec
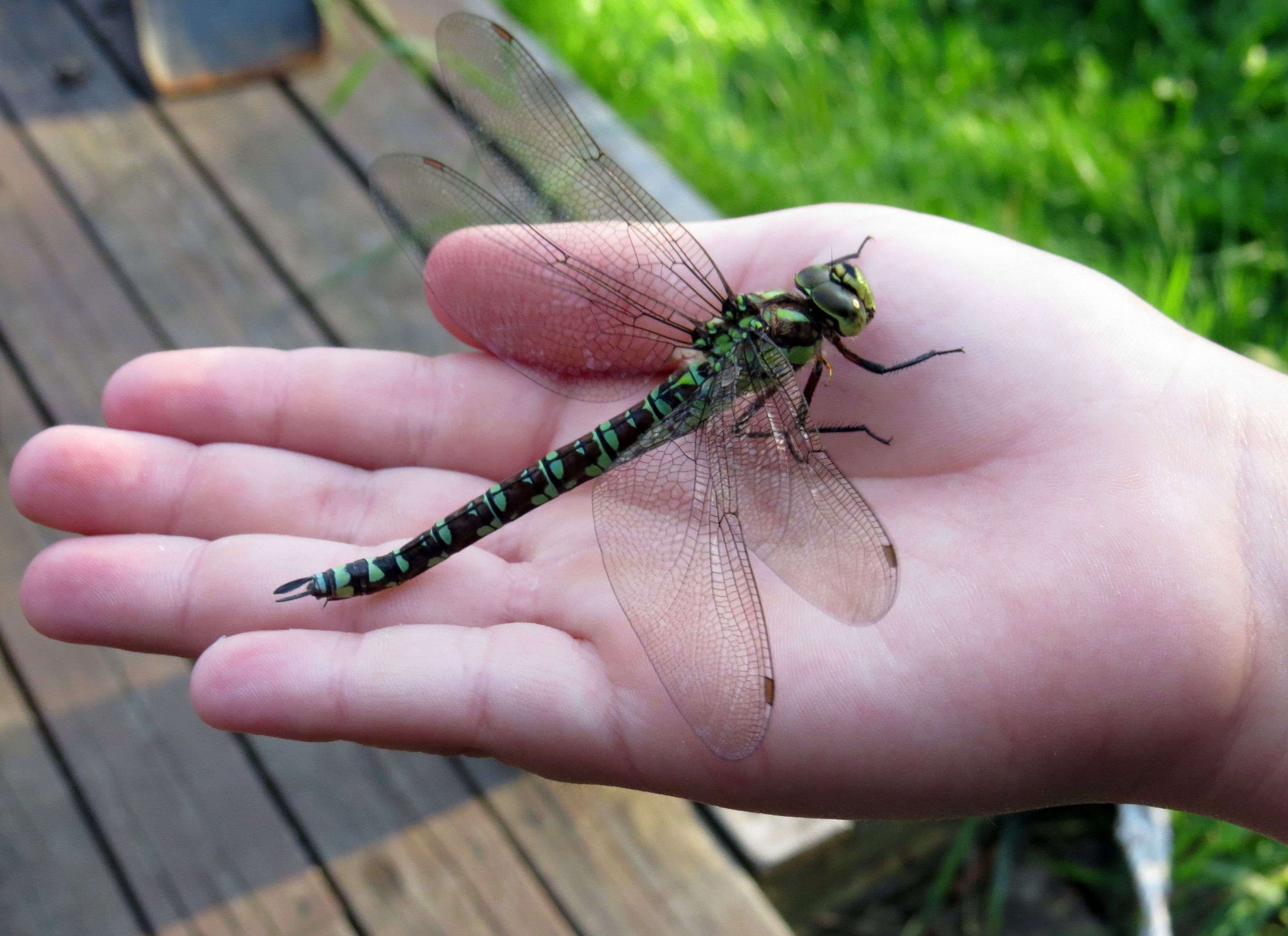
Samica
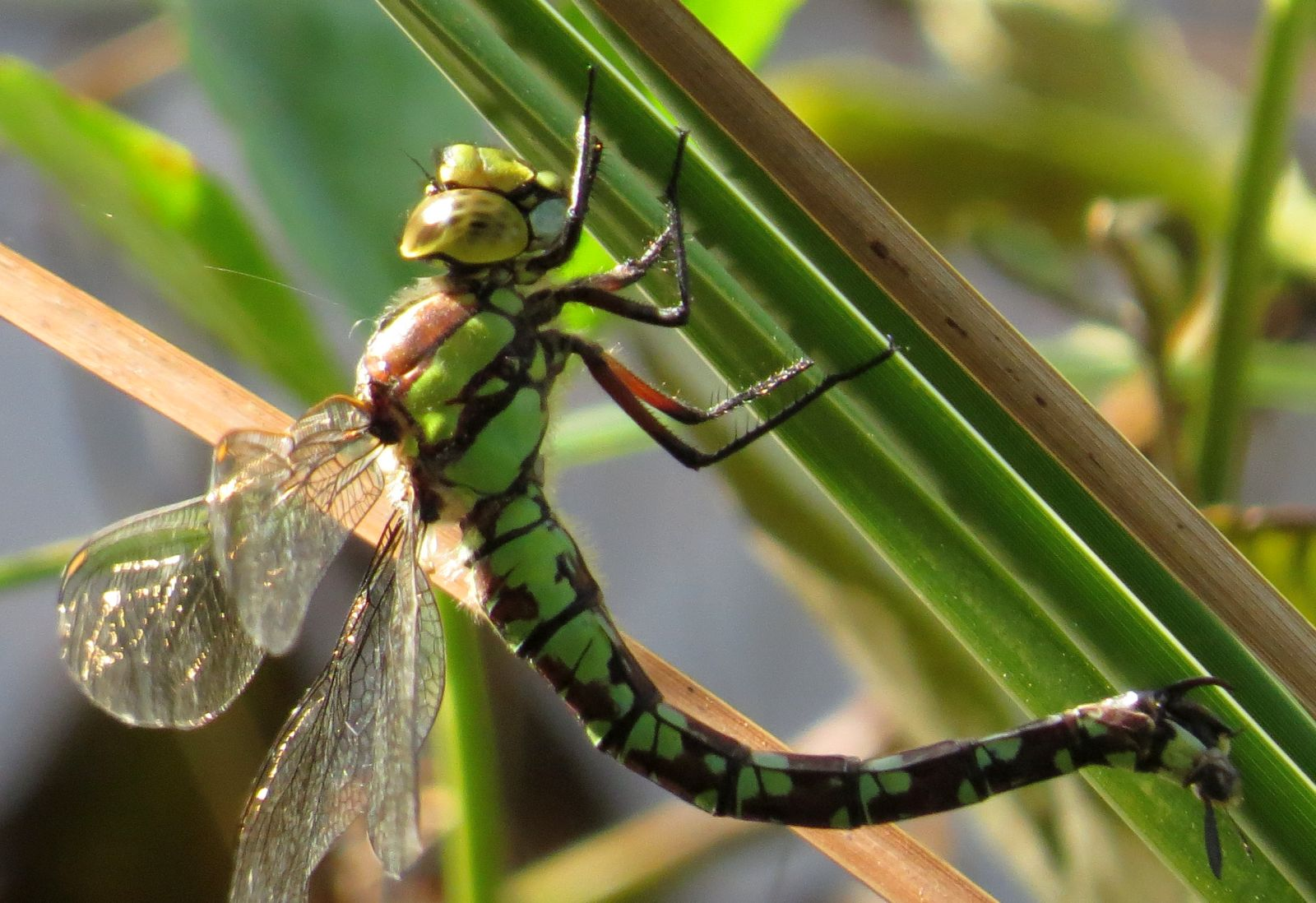
Samica składa jaja
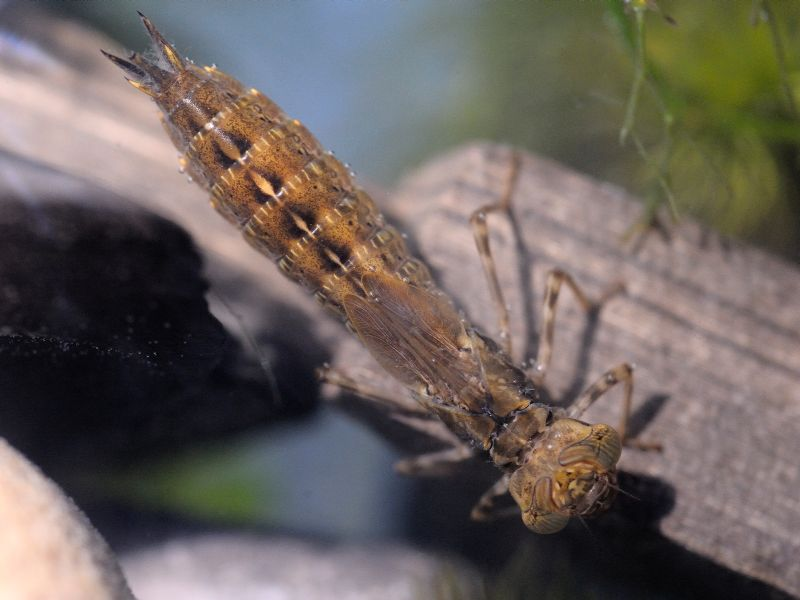
Larwa
- Samica zjada osę, Vespula vulgaris